# Jezioro Miechowskie
Jezioro Miechowskie – jezioro położone w województwie lubuskim, w powiecie sulęcińskim, w gminie Lubniewice – ok. 1 km na północ od miejscowości Jarnatów.
Jezioro w całości znajduje się na obszarze chronionego krajobrazu Pojezierze Lubniewicko-Sulęcińskie.

## Hydronimia
Według źródeł jezioro do 1945 roku nazywane było Meekow See. 17 września 1949 roku wprowadzono nazwę Miechowskie. Obecnie państwowy rejestr nazw geograficznych jako nazwę jeziora również podaje Miechowskie, jednocześnie podając nazwy oboczne Jezioro Miechowskie oraz Jezioro Jarnatowskie. Według spisu opracowanego przez Komisję Nazw Miejscowości i Obiektów Fizjograficznych (KNMiOF) nazwa tego jeziora to Jezioro Miechowskie.

## Morfometria
Według danych Instytutu Rybactwa Śródlądowego powierzchnia zwierciadła wody jeziora wynosi 31 ha, natomiast A. Choiński, poprzez planimetrowanie na mapach 1:50 000, określił wielkość jeziora na 32,5 ha.
Średnia głębokość zbiornika wodnego to 1,5 m, a maksymalna – 3,0 m. Objętość jeziora wynosi 465,0 tys. m³. Maksymalna długość jeziora to 970 m, a szerokość 400 m. Długość linii brzegowej wynosi 2650 m.
Według Atlasu jezior Polski (red. J. Jańczak, 1996) lustro wody znajduje się na wysokości 53,4 m n.p.m., natomiast według numerycznego modelu terenu udostępnionego przez Geoportal lustro wody znajduje się na wysokości 51,9 m n.p.m.
Według Mapy Podziału Hydrograficznego Polski leży na terenie zlewni siódmego poziomu Dopływ z jez. Miechowskiego (l). Identyfikator MPHP to 1896272.

## Zagospodarowanie
Administratorem wód jeziora jest Regionalny Zarząd Gospodarki Wodnej w Poznaniu. Utworzył on obwód rybacki, który obejmuje wody jeziora Miechowskiego wraz z częścią cieku bez nazwy stanowiącego jego odpływ (Obwód rybacki Jeziora Jarnatowskie na cieku bez nazwy w zlewni rzeki Lubna – Nr 1). Gospodarkę rybacką prowadzi na jeziorze Polski Związek Wędkarski Okręg w Gorzowie Wielkopolskim.